# Bernard Paganotti
Bernard Paganotti, né le 20 janvier 1950 à Oran en Algérie, est un bassiste français.

## Biographie
Bernard Paganotti commence par jouer de la guitare à 13 ans, et vers 14 ans il passe à la basse, qu'il adopte définitivement.
De sa rencontre avec Christian Vander, en 1966, naît le groupe Chinese, qui très rapidement change de nom pour devenir Cruciférius Lobonz De Prazdek.
En 1967, après le départ de Christian Vander, Bernard continue le groupe en compagnie de François Bréant, Marc Perru et Patrick Jean. Sous le nom de Cruciférius, ils enregistrent un album (sur lequel l'auditeur découvre la voix grave de Bernard Paganotti), effectuent une tournée au Japon, où Bernard Paganotti rencontre Naoko, qui devient peu de temps après sa femme, et jouent à Paris en première partie de Vanilla Fudge.
À partir de 1970, après la dissolution du groupe, débute une période d'environ quatre ans pendant laquelle Bernard va accomplir un imposant travail alimentaire, accompagnant de nombreuses vedettes de variétés, jusqu'en décembre 1974, où il retrouve Christian Vander, qui lui propose de remplacer Jannick Top au sein de Magma[réf. nécessaire]. Sur certains albums de Magma, il est mentionné sous son « nom kobaïen » : Ẁurd /Ēmgalaï.
En septembre 1976, Bernard quitte Magma en compagnie de Patrick Gauthier pour former Weidorje. Le groupe enregistre un album et donne plusieurs concerts, mais connait également de nombreux problèmes[réf. nécessaire]. Il se sépare en 1979, date à laquelle Bernard Paganotti enregistre à la demande de Laurent Thibault pour Jacques Higelin[réf. nécessaire] les basses de Champagne pour tout le monde et Caviar pour les autres...
Il se met alors au travail au sein d'une nouvelle formation intitulée Paga Group et produit Paga son premier album solo. Il sort après un long mûrissement[réf. souhaitée] en 1984.
Il commence alors une importante activité[réf. souhaitée] de musicien de studio/arrangeur/réalisateur tout en continuant des productions plus personnelles.
Il devient un des bassistes français les plus demandés au cours des années 1980[réf. nécessaire] et enregistre ou joue sur scène avec Francis Cabrel, Johnny Hallyday, Philippe Chatel, Vanessa Paradis, Mylène Farmer, Elsa, Véronique Sanson, Bill Deraime...
Il est le père de la chanteuse Himiko Paganotti, et du chanteur-batteur Antoine Paganotti avec lesquels il partage parfois l'affiche.

## Discographie
Avec Cruciférius
- 1969 : A nice way of life

Avec Magma
- 1975 :  Live/Hhaï
- 1975 : Concert 1975, Théâtre du Taur (paru en 1994)
- 1976 : Concert 1976, Opéra de Reims (paru en 1996)
- 1976 : Üdü Wüdü
- 1977 : Inédits
- 1981 : Retrospektïẁ III
- 1981 : Retrospektïẁ I-II

Avec Weidorje
- 1979 : Weidorje

Avec Jacques Higelin
- 1979 : Champagne pour tout le monde, Caviar pour les autres...

Avec Paga Group
- 1984 : Paga, premier album solo, y participent : Patrick Gauthier, Kirt Rust, Claude Salmiéri et Christian Basile Leroux entre autres
- 1988 : Haunted avec Bertrand Lajudie, Klaus Blasquiz et Claude Salmieri, éditions Bleu Citron, distribution OMS
- 1993 : Gnosis avec Bertrand Lajudie, Klaus Blasquiz, Eric Séva et avec la participation d'Antoine Paganotti en concert.